# KB細胞
KB是一種被指屬於學術醜聞的細胞系，由哈里·伊格爾（Harry Eagle）在1955年建立，那時候伊格爾也研究着海拉細胞。最初它被認為是一種人類口腔表皮樣癌細胞系，但是後來通過同工酶、HeLa標記染色體和DNA指紋分析發現起源細胞已經被海拉細胞所污染，應為一種與人類乳突病毒相關的內子宮腺癌（papillomavirus-related endocervical adenocarcinoma）細胞系。
1966年，遺傳學家斯坦利·加特勒（Stanley Gartler）發現這個事實後，翌年發表一篇名為《Genetic Markers as Tracers in Cell Culture》的文章。Gartler的發現已通過多種方法得到了多次確認。例如1976年，Nelson-Rees在《科學》上發表文章確實此事，又例如2001年Masters等作出的研究。
儘管已經確定KB細胞早已被海拉細胞所污染，替代了原始細胞，但是此後仍然有許多研究人員把KB細胞當作人類口腔表皮樣癌細胞系，並且將其研究發表於期刊，或者以論文的方式發表。然而部分出版物將KB細胞正確地描述它是一種宮頸癌細胞系，或者稱其為海拉細胞的衍生物。這可能提高對KB細胞作為錯誤識別細胞系的認識。2017年，Vaughan等在《Cancer Research》發表一篇文章，探究了錯誤識別KB細胞所造成的影響。他們指出2000年至2014年期間發表的631篇期刊文章中都使用了KB細胞，其中574篇文章錯誤描述KB細胞，僅有57篇文章正確描述KB細胞。

## 外部連結
- Cellosaurus entry for KB （页面存档备份，存于）